# 樊建
樊建（？—？），字長元，義陽人。三國時蜀漢末期及西晋初期官員。

## 生平
樊建在蜀漢官至侍中，守尚書令，與諸葛瞻和董厥掌政，但都無法遏制受劉禪寵信的宦官黃皓弄權。雖然如此，樊建始終都不肯和黃皓交好。蜀漢亡後遷至洛陽，任相國參軍，後兼散騎常侍，被任命到蜀地慰勞軍民。後來任給事中。